# 詹姆斯·艾利斯 (演員)
詹姆斯·艾利斯（英語：James Ellis, Jimmy Ellis，1931年3月15日—2014年3月8日）是一名北爱尔兰演员、剧作家。
他最初是在北爱尔兰担任戏剧演员和导演，后迁居英国伦敦，出演BBC的《Z-Cars》，并参与到其他电影制作中。此外他还是一名翻译。2014年3月8日，他因为中风去世，享年82岁。